# تپه شهر سوخته ۲۰۷
تپه شهر سوخته ۲۰۷ مربوط به هزاره سوم و ۲ ق م است و در شهرستان زابل، بخش شیب آب، دهستان لوتک، روستای حومه شهر سوخته، ۷/۵ کیلومتری جنوب غربی پایگاه باستان‌شناسی شهر سوخته واقع شده و این اثر در تاریخ ۱۵ اسفند ۱۳۸۵ با شمارهٔ ثبت ۱۷۹۴۸ به‌عنوان یکی از آثار ملی ایران به ثبت رسیده است.